# هاتونوئوو
هاتونوئوو (انگلیسی: Hatonuevo) نام شهری در کشور کلمبیا است.